# Mejgorié
Cet article concerne la ville fermée russe. Pour l'ancienne résidence présidentielle ukrainienne, voir Mejyhiria.
Mejgorié (en russe : Межгорье) est une ville fermée de la république de Bachkirie, dans le sud-est de la Russie d'Europe. Sa population s'élevait à 15 603 habitants en 2019.

## Géographie
La ville de Mejgorié est située dans l'Oural méridional, à 40 km à l'ouest-nord-ouest de Beloretsk, à 104 km au nord-ouest de Magnitogorsk, à 143 km au sud-est d'Oufa, et à 1 302 km à l'est de Moscou.

## Histoire
Fondée autour de 1979, elle prit le nom de Mejgorié (Межгорье) en 1995, lorsqu'elle devint officiellement une ville. Elle a porté successivement les noms de code Oufa-105 puis, à partir de 1999, Beloretsk-16.

## Complexe souterrain
La construction d'un gigantesque complexe souterrain a été entreprise dans la région à l'époque de Léonid Brejnev. Sa superficie atteindrait 1 000 km2, et plusieurs dizaines de milliers d'ouvriers auraient participé à sa construction. Les fonctions remplies par ce complexe demeurent inconnues, bien que diverses versions officielles aient été fournies, comme celle d'un site minier ou d'un centre de stockage de réserves alimentaires et de vêtements, ou d'autres hypothèses émises, comme celle d'un centre de commande et de communication, ou encore d'un bunker destiné aux officiels russes en cas de guerre nucléaire.

## Population
Recensements (*) ou estimations de la population
| 2002*  | 2010*  | 2012   | 2013   | 2014   |
| ------ | ------ | ------ | ------ | ------ |
| 19 082 | 17 352 | 16 741 | 16 866 | 16 450 |

| 2015   | 2016   | 2017   | 2018   | 2019   |
| ------ | ------ | ------ | ------ | ------ |
| 16 275 | 16 019 | 15 861 | 15 638 | 15 603 |